# Co dzień święto
Co dzień święto (Every Day's a Holiday) – amerykański film komediowy z 1937 roku.

## O filmie
Akcja Co dzień święto, typowo dla filmów z udziałem Mae West, rozgrywa się w latach 90. XIX wieku. Produkcja filmu kosztowała ok. 1 miliona dolarów, co było w tamtych czasach rekordem. Obraz nie cieszył się jednak przychylnymi ocenami krytyków, choć otrzymał nominację do Oscara za najlepszą scenografię dla Wiarda Ihnena. Film okazał się ostatnią produkcją Mae West dla studia Paramount Pictures.

## Obsada
- Mae West – Peaches O'Day
- Edmund Lowe – kapitan McCarey
- Charles Butterworth – Larmadou Graves
- Charles Winninger – Van Reighle Van Pelter Van Doon
- Walter Catlett – Nifty Bailey
- Lloyd Nolan – John Quade
- Louis Armstrong – on sam
- George Rector – on sam
- Herman Bing – Fritz Krausmeyer
- Roger Imhof – Trigger Mike
- Chester Conklin – Cabby
- Lucien Prival – Danny